# Madoqua damarensis
Madoqua damarensis (oftewel de damara dikdik) is een zoogdier uit de familie van de holhoornigen (Bovidae). De wetenschappelijke naam van de soort werd voor het eerst geldig gepubliceerd door Albert Günther in 1880.

## Taxonomie
De soort is afgesplitst van de Kirks dikdik (Madoqua kirkii) op basis van genetische en morfologische verschillen. Het bleek namelijk al dat deze soort een ander karyotype heeft dan de Kirks dikdik, namelijk 2n=48 met 50 chromosoomarmen terwijl dit bij de Kirks dikdik 2n=46 met 48 chromosoomarmen is.

## Voorkomen
De soort komt voor in het westen van Angola en Namibië.